# Vizcondado de la Arboleda
El vizcondado de la Arboleda es un nobiliario español creado el 2 de junio de 1849 por la reina Isabel II de España en favor de su hermano José María Muñoz y Borbón, hijo de la reina María Cristina, casada en primeras nupcias con el rey Fernando VII y, a su muerte, en segundas nupcias con Agustín Fernando Muñoz y Sánchez, I duque de Riánsares, I marqués de San Agustín y I duque de Montmorot, par de Francia (título no reconocido en España).
El título de vizconde de la Arboleda estuvo en desuso hasta que fue rehabilitado en 1983 por María de la Consolación Muñoz y Santa Marina, quien se convirtió así en la II vizcondesa de la Arboleda. También ostenta los títulos de VI duquesa de Riánsares, VI marquesa de San Agustín y II marquesa de Castillejo.

## Armas
Escudo partido. 1.°, cuartelado; primero y cuarto, en campo de oro, una cruz de Calatrava, de gules; segundo y tercero, en campo de oro, tres fajas, de gules; bordura de gules con una cadena, de oro. 2.°, en campo de azur, tres flores de lis, de oro, bien ordenadas; bordura de gules.

## Vizcondes de la Arboleda
|                                  | Titular                                      | Periodo                |
| Creación por Isabel II           | Creación por Isabel II                       | Creación por Isabel II |
| -------------------------------- | -------------------------------------------- | ---------------------- |
| I                                | José María Muñoz y Borbón                    | 1849-1863              |
| Rehabilitación por Juan Carlos I |                                              |                        |
| II                               | María de la Consolación Muñoz y Santa Marina | 1983-actual titular    |

## Historia de los vizcondes de la Arboleda
- José María Muñoz y Borbón (1846-1863), I vizconde de la Arboleda, I conde de Gracia y caballero de la Orden del Toisón de Oro.[2]

Falleció sin descendientes.

### Rehabilitación
Más de un siglo después de caer en desuso, el 26 de abril de 1984, tras decreto de rehabilitación del 19 de julio de 1983 (BOE del 27 de septiembre), le sucedió:
- María de la Consolación Muñoz y Santa Marina (n. 1948), II vizcondesa de la Arboleda, VI duquesa de Riánsares, VI marquesa de San Agustín y II marquesa de Castillejo, dama de justicia de la Sagrada Orden Militar Constantiniana de San Jorge.

Casó el 20 de junio de 1979, en Madrid, con Armando de las Alas-Pumariño y Larrañaga (n. 1946), caballero gran-cruz de la Sagrada Orden Militar Constantiniana de San Jorge, hijo de Armando de las Alas-Pumariño y Cima, abogado del Estado, diputado de honor del Real Cuerpo de la Nobleza de Madrid, y de su esposa María Teresa de Larrañaga y García-Conde.
El 28 de octubre de 2009 (BOE del 10 de noviembre), Isabel Allendesalazar y de la Cierva solicitó la sucesión en el título por cesión que del mismo le hacía la II vizcondesa, María de la Consolación Muñoz y Santa Marina. No obstante, su petición no prosperó.